# Colt M45 CQBP
La Colt M45 CQBP è una pistola semi-automatica realizzata nel 2012.

## Sviluppo
L'arma è sviluppata per essere adottata come nuova arma da fianco del corpo militare statunitense.

## Tecnica
La pistola è alimentata da un caricatore da sette colpi in calibro .45 ACP. Nella parte anteriore, al di sotto della canna, era presente una slitta Picatinny che attraversava tutta la lunghezza del fusto inferiore per l'installazione di vari accessori come puntatori laser e torce. Per renderla mimetizzabile con l'ambiente desertico l'arma è dotata di una colorazione Desert Tan per mezzo di una finitura Cerakote e dotata di guancette in composito con una particolare unghiata per agevolare l'accesso al pulsante di sgancio del caricatore. La sicura è ambidestra, il beavertail è maggiorato, il cane è del tipo commander ed è presente un anello per l'aggancio tramite cinghia.

## Impiego
Dopo un periodo di test assieme ad altre armi, la M45 CQBP è adottata come arma di backup da parte dello USMC nel 2012. I due contratti stipulati con l'azienda Colt hanno previsto un iniziale fornitura di 4.000 unità, dopo la quale sono previste ulteriori forniture per altre 12.000, per un valore complessivo di 22.500.000 $.